# Max Ramírez
Máximo Ramírez Burgos (La Paz, Bolivia; 9 de junio de 1933 - 6 de febrero de 2007), más conocido como Máx Ramírez fue un futbolista boliviano de los años 50 y 60 del siglo XX y dirigente del Club The Strongest. Fue campeón de la Copa América con la Selección de fútbol de Bolivia en 1963.
Máx Ramírez fue uno de los grandes ídolo de The Strongest equipo en el que jugo entre 1958 y 1968.

## Biografía
Sus padres fueron Ángel Ramírez y Vicenta Burgos. Se casó con doña Lidia Appez, con quien tuvo dos hijos: Carlos Max y Ximena Ángela.
Falleció el 6 de febrero de 2007 en una clínica de la ciudad de La Paz a la edad de 73 años, por una grave afección pulmonar.

## Trayectoria
Jugó de mediocampista y es considerado uno de los jugadores más importantes de la historia de Bolivia.
Comenzó a jugar al fútbol en las calles de su barrio en Churubamba, zona norte de La Paz y en la Escuela México, donde estudió la primaria. Con tan sólo 14 años es incorporado a las filas del Club Tunari que en aquel entonces jugaba el ascenso a la Liga de La Paz, donde demostró unas habilidades excepcionales y mucha inteligencia en el juego. A medida que maduraba, fue adquiriendo además un poderoso físico, que le dio un plus a la hora de disputar los balones.
Cuando cumplía los 17 años, es fichado por el Club Ferroviario de la primera división paceña, debutando en el primer equipo en 1952, consiguiendo el título de 1957.
A los 20 años, debuta con la Selección Boliviana que participó en el Sudamericano de 1953 de Perú donde la Verde sorprendió ganando al anfitrión en el partido inaugural por 0 a 1.
Desde entonces fue convocado en 27 ocasiones, entre 1953 y 1965 llegando a convertir un gol.
Sus grandes actuaciones tanto en The Strongest como en la Selección Boliviana hicieron que muchos equipos extranjeros estén interesados en contar con sus servicios. Sin embargo, su fuerte carácter y su cariño tanto por su familia y su ciudad, así como por su Club, habrían hecho que rechace jugosas ofertas y quedarse siempre en La Paz.

### The Strongest
En 1956 comienza a jugar en The Strongest, equipo del cual era hincha declarado, pero solo en préstamo para afrontar ciertos partidos amistosos internacionales. No es hasta 1958, durante las Bodas de Oro del club atigrado que se compra su pase de forma definitiva, siendo parte del equipo desde entonces durante los siguientes 10 años, convirtiéndose en figura y capitán del equipo en varias ocasiones.
Con el equipo gualdinegro logró la Copa República de 1958, los subcampeonatos paceños de 1961, 1962 y 1965, el bicampeonato paceño de 1963-1964, el campeonato nacional de 1964 logrado de manera invicta y la primera participación del The Strongest en la Copa Libertadores de América de 1965.

### Retiro
En 1963 había obtenido el Título de Contador en Provisión Nacional en el Colegio Ayacucho, lo cual le sirvió para trabajar en una entidad bancaria después de su retiro del fútbol. 
Fue además un activo dirigente del Club The Strongest, colaborando con las distintas directivas de don Rafo Mendoza y otros grandes dirigentes. Llegó a ser Gerente del Complejo de Achumani, función que cumplió hasta sus últimos días.

## Selección nacional
Con la Selección Boliviana jugó 3 Campeonatos Sudamericanos, 3 Eliminatorias Mundialistas y 3 Copas Paz del Chaco. 
En las Eliminatorias de 1961 durante el partido que enfrentó a las Selecciones de Uruguay y Bolivia en Montevideo, su destacado papel fue muy resaltado por la prensa local que lo bautizó como El León del Centenario.
El único gol que marcó con la Verde lo hizo en la victoria boliviana sobre la Argentina por las Eliminatoria Sudamericanas de 1957 el 6 de octubre.
Se retiró del fútbol en 1968.
| Competición                 | País             | Resultado | Año  |
| --------------------------- | ---------------- | --------- | ---- |
| Campeonato Sudamericano     | Perú             | 1ª fase   | 1953 |
| Copa Paz del Chaco          | Bolivia Paraguay | Campeón   | 1957 |
| Eliminatorias Sudamericanas |                  | 5º puesto | 1957 |
| Campeonato Sudamericano     | Argentina        | 7º puesto | 1959 |
| Copa Paz del Chaco          | Bolivia Paraguay | Campeón   | 1962 |
| Eliminatorias Sudamericanas |                  | 4º puesto | 1961 |
| Copa Paz del Chaco          | Bolivia Paraguay | 2º lugar  | 1963 |
| Campeonato Sudamericano     | Bolivia          | Campeón   | 1963 |
| Eliminatorias Sudamericanas |                  | 7º puesto | 1965 |

## Clubes
| Club             | País    | Año         |
| ---------------- | ------- | ----------- |
| Club Ferroviario | Bolivia | 1952 - 1958 |
| The Strongest    | Bolivia | 1958 - 1968 |

## Palmarés

### Campeonatos nacionales
| Título                      | Club          | País    | Año  |
| --------------------------- | ------------- | ------- | ---- |
| Copa República              | The Strongest | Bolivia | 1958 |
| Primera División de Bolivia | The Strongest | Bolivia | 1964 |

### Campeonatos internacionales
| Título             | Equipo              | Sede             | Año  |
| ------------------ | ------------------- | ---------------- | ---- |
| Copa Paz del Chaco | Selección Boliviana | Bolivia Paraguay | 1957 |
| Copa Paz del Chaco | Selección Boliviana | Bolivia Paraguay | 1962 |
| Copa América       | Selección Boliviana | Bolivia          | 1963 |

### Campeonatos regionales
| Título                | Club             | País    | Año  |
| --------------------- | ---------------- | ------- | ---- |
| Campeonato de la AFLP | Club Ferroviario | Bolivia | 1955 |
| Campeonato de la AFLP | The Strongest    | Bolivia | 1963 |
| Campeonato de la AFLP | The Strongest    | Bolivia | 1964 |